# Cúp bóng đá Phần Lan 2015
Cúp bóng đá Phần Lan 2015 (Suomen Cup) là mùa giải thứ 61 của Cúp bóng đá Phần Lan. Có 132 đội tham gia giải, bao gồm tất cả các đội bóng ở 2 hạng đấu cao nhất của hệ thống giải bóng đá Phần Lan (Veikkausliiga và Ykkönen), 19 đội ở Kakkonen và 91 đội ở các giải thấp hơn. Đội vô địch sẽ vào vòng loại thứ nhất của UEFA Europa League 2016–17.

## Đội bóng
| Vòng đấu  | Ngày thi đấu                              | Số câu lạc bộ tham gia | Số câu lạc bộ thắng từ vòng trước | Số câu lạc bộ mới vào vòng này | Giải đấu tham gia vòng này                          |
| --------- | ----------------------------------------- | ---------------------- | --------------------------------- | ------------------------------ | --------------------------------------------------- |
| Vòng Một  | 11 tháng 1 năm 2015 – 1 tháng 2 năm 2015  | 16                     | −                                 | 16                             | Kolmonen và hạng thấp hơn (16 đội)                  |
| Vòng Hai  | 18 tháng 1 năm 2015 – 27 tháng 2 năm 2015 | 80                     | 8                                 | 72                             | Kolmonen và hạng thấp hơn (72 đội)                  |
| Vòng Ba   | 17 tháng 2 năm 2015 – 9 tháng 3 năm 2015  | 72                     | 40                                | 32                             | Ykkönen (10 đội) Kakkonen (19 đội) Kolmonen (3 đội) |
| Vòng Bốn  | 13 tháng 3 năm 2015 – 22 tháng 4 năm 2015 | 40                     | 36                                | 4                              | Veikkausliiga (4 đội)                               |
| Vòng Năm  | 27 tháng 3 năm 2015 – 4 tháng 4 năm 2015  | 24                     | 20                                | 4                              | Veikkausliiga (4 đội)                               |
| Vòng Sáu  | 15 tháng 4 năm 2015 – 16 tháng 4 năm 2015 | 16                     | 12                                | 4                              | Veikkausliiga (4 đội)                               |
| Tứ kết    | 26 tháng 4 năm 2015                       | 8                      | 8                                 | −                              | −                                                   |
| Bán kết   | 15 tháng 8 năm 2015                       | 4                      | 4                                 | −                              | −                                                   |
| Chung kết | 29 tháng 9 năm 2015                       | 2                      | 2                                 | −                              | −                                                   |

## Vòng Một
Vòng này có sự tham gia của 16 đội ở Kolmonen và các giải thấp hơn. Lễ bốc thăm Vòng Một và Vòng Hai diễn ra vào ngày 22 tháng 12 năm 2014.
| 11 tháng 1 năm 2015 | HJK/Kantsu    | v       | Gnistan/Ogeli                      | Helsinki                            |  |
| 14:15 EET           | Aittasalo 21' | Báo cáo | Huurros 14', 24' · Simola 29', 73' | Sân vận động: Talin jalkapallohalli |  |

| 16 tháng 1 năm 2015 | PK-09      | v       | TuPS                                                                                         | Hyvinkää                                                               |  |
| 16:30 EET           | Näveri 38' | Báo cáo | Honkanen 11' · Ståhle 35' · Ravi 38' · Kunttu 38' · Fihlman 78' · J. Tiira 79' · Koponen 81' | Sân vận động: Kankurin TN Lượng khán giả: 50 Trọng tài: Juuso Vuorinen |  |

| 23 tháng 1 năm 2015 | TamU-K     | v       | P-Iirot/2 | Tampere                                         |  |
| 22:30 EET           | Näveri 75' | Báo cáo |           | Sân vận động: Pirkkahalli C Lượng khán giả: 132 |  |

| 24 tháng 1 năm 2015 | TiPS | v       | SibboV            | Vantaa                                        |  |
| 15:00 EET           |      | Báo cáo | Sved 7', 17', 47' | Sân vận động: Tikkurila TN Lượng khán giả: 20 |  |

| 25 tháng 1 năm 2015 | FC Legirus Inter | v       | HyPS | Vantaa                                        |  |
| 16:00 EET           | Takki 76'        | Báo cáo |      | Sân vận động: Kalmuuri TN Lượng khán giả: 113 |  |

| 25 tháng 1 năm 2015 | HIFK/4 | v       | HIFK/3                                               | Helsinki                                       |  |
| 16:15 EET           |        | Báo cáo | Keski-Levijoki 41' · Anttonen 67' · Leikhông cón 76' | Sân vận động: Tali halli TN Lượng khán giả: 26 |  |

| 28 tháng 1 năm 2015 | FC Peltirumpu | v       | PEPO                      | Kouvola                                            |  |
| 19:30 EET           | Hermunen 80'  | Báo cáo | Juntunen 24' · Ahonen 59' | Sân vận động: Lehtomäki stadion Lượng khán giả: 31 |  |

| 1 tháng 2 năm 2015           | Peimari United                      | v (s.h.p.) (4–1 p)         | FC Inter/2                 | Paimio                                                                 |  |
| 17:15 EET                    | Salonen 26' · Lämsä 27' · Opoku 74' | Báo cáo                    | Kaplas 47', 80' · Risu 51' | Sân vận động: Paimio KHT Lượng khán giả: 100 Trọng tài: Markku Yli-Aho |  |
|                              |                                     | Loạt sút luân lưu          |                            |                                                                        |  |
| Neves · Lima · Anh · Hentula |                                     | Kaplas · Almenoksa · Tabji |                            |                                                                        |  |

## Vòng Hai
| 18 tháng 1 năm 2015 | Spartak Kajaani                              | v       | JS Hercules | Kajaani                                                                        |  |
| 14:00 EET           | Piirainen 5' · Nikkanen 10' · Liimatta 80+3' | Báo cáo |             | Sân vận động: Kajaanin Pallohalli Lượng khán giả: 48 Trọng tài: Jussi Viitanen |  |

| 18 tháng 1 năm 2015 | SUMU/77                | v       | Atletico Malmi | Helsinki                                                              |  |
| 16:15 EET           | Fakeh 15' · Halhul 59' | Báo cáo |                | Sân vận động: Tali halli TN Lượng khán giả: 100 Trọng tài: Esa Kallio |  |

| 18 tháng 1 năm 2015                      | Nekalan Pallo | v (s.h.p.) (4–2 p)                   | FC Rauma      | Tampere                                                               |  |
| 20:00 EET                                | Luokkala 79'  | Báo cáo                              | Varvounis 39' | Sân vận động: Pirkkahalli Lượng khán giả: 35 Trọng tài: Juuso Jokinen |  |
|                                          |               | Loạt sút luân lưu                    |               |                                                                       |  |
| Seppänen · Kareinen · Luokkala · Hyysalo |               | Saari · Kyrkkö · Valtanen · Vainiola |               |                                                                       |  |

| 18 tháng 1 năm 2015 | PPJ/Taalerit | v       | HIFK/2 | Helsinki                                             |  |
| 20:15 EET           |              | Báo cáo | Ulmanen 23' · Jussila 24', 28' · Axerud 25' · Lyytinen 46' · Ragi 66', 72', 75', 78' · Fagerström 68' · Fjäder 76' | Sân vận động: Tali halli TN Trọng tài: Sami Juselius |  |

| 23 tháng 1 năm 2015 | SAPA/3 | v       | PPJ                           | Helsinki                                                            |  |
| 20:30 EET           |        | Báo cáo | Pakarinen 26' · Imaditdin 54' | Sân vận động: Kartano TN Lượng khán giả: 4 Trọng tài: Mikael Wahren |  |

| 23 tháng 1 năm 2015 | Union Plaani/3 | v       | JIlves                                                                                      | Lahti                                                  |  |
| 21:00 EET           | Jäntti 64'     | Báo cáo | Riikonen 7' · Hakola 32' · Särkivuori 46' · Lainkari 32' · Sinisalo 72' (ph.đ.) · Juven 80' | Sân vận động: Mukkulan halli Trọng tài: Aki Tauriainen |  |

| 24 tháng 1 năm 2015 | KelA | v       | FC Espoo                                                                        | Sipoo                                                                     |  |
| 16:30 EET           |      | Báo cáo | Sadat · Sadat · Sadat · Sadat · Korhonen · Korhonen · Kettula · Kettula · Nurmi | Sân vận động: Söderkullan TN Lượng khán giả: 35 Trọng tài: Ossi Korvenaho |  |

| 25 tháng 1 năm 2015 | FC Jäppärä | v       | RiPS                                                                        | Lahti                                                                     |  |
| 18:30 EET           |            | Báo cáo | Elmgren 11', 22' · Hertell 39' · Palomäki 43', 48', 70' · O'shaughnessy 51' | Sân vận động: Mukkulan halli Lượng khán giả: 22 Trọng tài: Juuso Vuorinen |  |

| 25 tháng 1 năm 2015 | Kuopion Elo                  | v       | SiPS                                             | Kuopio                                                                        |  |
| 18:30 EET           | Räsänen 7' · Lappalainen 69' | Báo cáo | Elmgren 18', 30' · Timonen 39' · Voutilainen 73' | Sân vận động: Kuopion kuplahalli Lượng khán giả: 26 Trọng tài: Sampo Kettunen |  |

| 30 tháng 1 năm 2015 | Oulun Tarmo | v       | Tervarit-j Jupa         | Oulu                                                                               |  |
| 18:30 EET           |             | Báo cáo | Karppanen 21', 46', 66' | Sân vận động: Heinäpään jalkapallohalli Lượng khán giả: 52 Trọng tài: Niko Hietala |  |

| 30 tháng 1 năm 2015 | OPedot                    | v       | LoPa | Nastola                                                                     |  |
| 20:00 EET           | Hakanen 3' · Sundholm 14' | Báo cáo |      | Sân vận động: Pajulahden halli Lượng khán giả: 20 Trọng tài: Jaakko Räsänen |  |

| 31 tháng 1 năm 2015 | Laaksolahden Atleettiklubi | v       | NuPS                       | Vihti                                                      |  |
| 13:00 EET           |                            | Báo cáo | Kaalamo 30' · Nurminen 74' | Sân vận động: Ratapuisto halli Trọng tài: Abdulkadir Koşar |  |

| 31 tháng 1 năm 2015                       | Sodankylän Pallo | v (s.h.p.) (1–3 p)                    | OTP | Oulu                                                                                  |  |
| 16:00 EET                                 |                  | Báo cáo                               |     | Sân vận động: Heinäpään jalkapallohalli Lượng khán giả: 70 Trọng tài: Pietu Niinimäki |  |
|                                           |                  | Loạt sút luân lưu                     |     |                                                                                       |  |
| Pettersson · Vattulainen · Onnela · Pulju |                  | Lohi · Kanniainen · Isola · Luoma-Aho |     |                                                                                       |  |

| 1 tháng 2 năm 2015 | EPS | v       | SexyPöxyt                            | Espoo                                                                      |  |
| 14:00 EET          |     | Báo cáo | Puolakka 5', 34' · Valakari 52', 78' | Sân vận động: Espoonlahti 2 TN Lượng khán giả: 100 Trọng tài: Jan Ottosson |  |

| 1 tháng 2 năm 2015 | KMPP           | v       | PK-35                                                                                           | Helsinki                                                                 |  |
| 19:30 EET          | Matilainen 53' | Báo cáo | Rautiola 11', 46' · Kurvinen 24' · Mellanen 29' · Husu 35', 39' · Aweys 65' · Kjäll 79' (ph.đ.) | Sân vận động: Töölö PK 6 TN Lượng khán giả: 100 Trọng tài: Leandro Decat |  |

| 7 tháng 2 năm 2015 | Parolan Visa | v       | JanPa                       | Hämeenlinna                                                                       |  |
| 13:00 EET          |              | Báo cáo | Tuomela 32' · Paloposki 50' | Sân vận động: Pulleri tekonurmi Lượng khán giả: 95 Trọng tài: Benjamin Koivuniemi |  |

| 7 tháng 2 năm 2015 | SC Wolves | v       | Peimari United                        | Hämeenlinna                                                                     |  |
| 18:30 EET          | Allen 13' | Báo cáo | Salmiosalo 3', 57' · Neves 35', 80+3' | Sân vận động: Pulleri tekonurmi Lượng khán giả: 350 Trọng tài: Samu Halmetniemi |  |

| 7 tháng 2 năm 2015 | Virky        | v       | MU | Imatra                                                                 |  |
| 20:00 EET          | Laitinen 75' | Báo cáo |    | Sân vận động: Aviasport Areena Lượng khán giả: 10 Trọng tài: Sauli Bai |  |

| 8 tháng 2 năm 2015 | ToU | v       | PK-37 |  |  |
| 20:45 EET          |     | Báo cáo |       |  |  |

| 9 tháng 2 năm 2015 | VaKP | v       | Härmä                                     | Valkeakoski                                                                       |  |
| 19:30 EET          |      | Báo cáo | Lingman 3', 35' · 56' (l.n.) · Tapola 58' | Sân vận động: Valkeakoski Sahara TN Lượng khán giả: 278 Trọng tài: Mika Kupiainen |  |

| 9 tháng 2 năm 2015                                                                | PEF            | v (s.h.p.) (7–6 p)                                                   | FC Spede    | Vantaa                                                                 |  |
| 22:00 EET                                                                         | O. Syväoja 40' | Báo cáo                                                              | Pesonen 76' | Sân vận động: Myyrmäki-halli Lượng khán giả: 10 Trọng tài: Gezim Arifi |  |
|                                                                                   |                | Loạt sút luân lưu                                                    |             |                                                                        |  |
| Henriksson · Buchert · O. Syväoja · Heikhông cón · J. Syväoja · Siren · Sorasalmi |                | Pesonen · Suni · Leikhông cón · Vitikka · Hyttinen · Alén · Öhrnberg |             |                                                                        |  |

| 10 tháng 2 năm 2015 | EsPa                           | v       | SibboV | Espoo                                                                      |  |
| 20:30 EET           | Iiskola 31' · Lehtoranta 80+3' | Báo cáo |        | Sân vận động: Espoonlahti 1 TN Lượng khán giả: 48 Trọng tài: Janne Haikari |  |

| 11 tháng 2 năm 2015 | Black Islanders | v       | KPV/akatemia                             | Kokkola                                                 |  |
| 18:00 EET           |                 | Báo cáo | Malwal 15' · Lindberg 17' · Emmanuel 73' | Sân vận động: Botniahalli Trọng tài: tháng Bacus Beijar |  |

| 11 tháng 2 năm 2015 | PP-70    | v       | TamU-K                                 | Tampere                                                                      |  |
| 22:30 EET           | Säde 78' | Báo cáo | Lehtimäki 3', 58', 79' · Kauppinen 24' | Sân vận động: Pirkkahalli C Lượng khán giả: 96 Trọng tài: Veli-Matti Kanerva |  |

| 12 tháng 2 năm 2015                                   | FC Kontu    | v (s.h.p.) (5–3 p)                        | LPS        | Helsinki                                                               |  |
| 21:00 EET                                             | Thijssen 8' | Báo cáo                                   | Kuhmola 6' | Sân vận động: Pallomylly TN Lượng khán giả: 86 Trọng tài: Topias Tuira |  |
|                                                       |             | Loạt sút luân lưu                         |            |                                                                        |  |
| Aromaa · Vuotovesi · Ruismäki · Miettinen · Minkkinen |             | Rihtniemi · Hänninen · Laitila · Gawargis |            |                                                                        |  |

| 13 tháng 2 năm 2015 | FC Korso United | v       | TuPS                                   | Vantaa                                                                 |  |
| 20:05 EET           | Hämäläinen 1'   | Báo cáo | Fihlman 1' · M. Tiira 61' · Ståhle 75' | Sân vận động: Tikkurila TN Lượng khán giả: 320 Trọng tài: Milko Vikman |  |

| 14 tháng 2 năm 2015 | Gnistan/Ogeli                                | v       | Ponnistus    | Helsinki                                                                |  |
| 09:30 EET           | Huurros 7' · Manselius 35' · Simola 47', 48' | Báo cáo | Palovesi 36' | Sân vận động: Tali halli TN Lượng khán giả: 50 Trọng tài: Sami Juselius |  |

| 14 tháng 2 năm 2015 | PEPO                                             | v       | HaPK | Imatra                                                                  |  |
| 09:30 EET           | Juntunen 49', 62' · Kuosmanen 60' · Härkönen 78' | Báo cáo |      | Sân vận động: Aviasport Areena Lượng khán giả: 68 Trọng tài: Jonas Lönn |  |

| 14 tháng 2 năm 2015 | Club Latino Español         | v (s.h.p.) (2–3 p) | JFC                                       | Helsinki                                               |  |
| 11:00 EET           | Ekholm 80+' · Calderon 80+' | Báo cáo            | Törmälä 80+' (ph.đ.) · Lågas 80+' (ph.đ.) | Sân vận động: Tali halli TN Trọng tài: Gennaro Liguori |  |
|                     |                             | Loạt sút luân lưu  |                                           |                                                        |  |
| León                |                             |                    |                                           |                                                        |  |

| 14 tháng 2 năm 2015 | FC Honka/3 | v       | Allianssi Vantaa | Espoo                                                                 |  |
| 14:00 EET           |            | Báo cáo | Suomalainen 9'   | Sân vận động: Tapiola 1 TN Lượng khán giả: 10 Trọng tài: Jan Ottosson |  |

| 14 tháng 2 năm 2015 | Magen Akatemia | v       | PaiHa                                       | Paimio                                              |  |
| 15:00 EET           | Vilo 13'       | Báo cáo | Rinne 3' · Sarparanta 31', 61' · Haltia 72' | Sân vận động: Paimio KHT Trọng tài: Ville Käldström |  |

| 14 tháng 2 năm 2015 | EBK | v       | KPS                            | Jakobstad                                            |  |
| 15:00 EET           |     | Báo cáo | Kangasvieri 10' · Paananen 40' | Sân vận động: Tellushallen Trọng tài: Daniel Enkvist |  |

| 14 tháng 2 năm 2015 | Gnistan/2 | v       | Viikingit/2                                                   | Helsinki                                               |  |
| 16:30 EET           |           | Báo cáo | Biga 3' (40) · Wikström 47' · Nyström 69' · Remes 80' (ph.đ.) | Sân vận động: Tali halli TN Trọng tài: Janne Ylijääskö |  |

| 14 tháng 2 năm 2015 | I-HK | v       | FC Legirus Inter                  | Vantaa                                                                  |  |
| 18:00 EET           |      | Báo cáo | Sapov 4' · Ojeda 7' · Ocaña 80+2' | Sân vận động: Kalmuuri TN Lượng khán giả: 140 Trọng tài: Mika Saukkonen |  |

| 14 tháng 2 năm 2015 | Ruisku | v       | Töölön Taisto                                 | Helsinki                                             |  |
| 18:30 EET           |        | Báo cáo | Kortelainen 59' · Pulkkinen 74' · Digha 80+1' | Sân vận động: Tali halli TN Trọng tài: Toni Mustonen |  |

| 14 tháng 2 năm 2015 | Jomala IK  | v       | VG-62 | Eckerö                                                |  |
| 19:30 EET           | Öström 29' | Báo cáo |       | Sân vận động: Eckeröhallen Trọng tài: Josef Fagerholm |  |

| 14 tháng 2 năm 2015 | SAPA                          | v       | AC Balls | Helsinki                                                                |  |
| 20:00 EET           | Vanhatalo 26', 61' · Bade 64' | Báo cáo |          | Sân vận động: Tali halli TN Lượng khán giả: 40 Trọng tài: Sami Juselius |  |

| 15 tháng 2 năm 2015 | HIFK/3    | v       | MPS                                 | Helsinki                                                              |  |
| 18:30 EET           | Kessey 8' | Báo cáo | Ketonen 26', 36' · Säynätkari 80+2' | Sân vận động: Kartano TN Lượng khán giả: 25 Trọng tài: Jarmo Luhtanen |  |

| 15 tháng 2 năm 2015 | HJK/Lsalo      | v       | HPS                    | Helsinki                                      |  |
| 20:15 EET           | Romppainen 65' | Báo cáo | Asp 20' · Laahanen 48' | Lượng khán giả: 16 Trọng tài: Johan Holmqvist |  |

| 27 tháng 2 năm 2015 | SUMU/sob    | v       | FC Hieho                       | Helsinki                                                            |  |
| 20:30 EET           | Lukkari 41' | Báo cáo | Viherä 12', 51' · Eloranta 30' | Sân vận động: Kartano TN Lượng khán giả: 20 Trọng tài: Kari Mantere |  |

## Vòng Ba
| 17 tháng 2 năm 2015 | KPV                                   | v       | JBK | Kokkola                                                                    |  |
| 18:30 EET           | Palosaari 7' · Mäki 16' · Känsälä 51' | Báo cáo |     | Sân vận động: Kippari Hall Lượng khán giả: 170 Trọng tài: Niklas Kankkonen |  |

| 21 tháng 2 năm 2015 | AC Oulu                                                | v       | VIFK        | Oulu                                                                     |  |
| 16:00 EET           | Stafsula 5' · Tahvanainen 83' · Gerster-Peipinen 90+4' | Báo cáo | Linjala 81' | Sân vận động: Arina Arena Lượng khán giả: 330 Trọng tài: Harri Siniaalto |  |

| 22 tháng 2 năm 2015 | HIFK/2 | v       | EsPa             | Helsinki                                                                |  |
| 20:00 EET           |        | Báo cáo | Nikkola 57', 83' | Sân vận động: Tali halli TN Lượng khán giả: 51 Trọng tài: Levente Kadar |  |

| 23 tháng 2 năm 2015 | SUMU/77 | v       | IF Gnistan                                            | Helsinki                                                               |  |
| 20:00 EET           |         | Báo cáo | Rexhepi 49' · Pastila 66' (ph.đ.), 81' · Koskinen 85' | Sân vận động: Kartano TN Lượng khán giả: 100 Trọng tài: Oliver Reitala |  |

| 25 tháng 2 năm 2015 | OPedot      | v       | HPS                              | Nastola                                                                    |  |
| 19:30 EET           | Hatamaa 45' | Báo cáo | Laahanen 20' · Asp 26', 28', 66' | Sân vận động: Pajulahti halli Lượng khán giả: 15 Trọng tài: Juurinen Anssi |  |

| 27 tháng 2 năm 2015 | ÅIFK       | v       | FC Jazz                                               | Turku                                  |  |
| 17:00 EET           | 45+' · 65' | Báo cáo | Mäkelä 26', 55' · Santahuhta 40', 42' · Ahde 80', 86' | Sân vận động: Urheilupuiston yläkenttä |  |

| 27 tháng 2 năm 2015 | Tervarit-j Jupa | v       | KajHa              | Oulu                                                                                          |  |
| 19:00 EET           | Keränen 41'     | Báo cáo | Kemppainen 9', 48' | Sân vận động: Heinäpään jalkapallohalli Lượng khán giả: 107 Trọng tài: Konstantin Lioutkovski |  |

| 28 tháng 2 năm 2015 | PK-35 | v       | PK Keski-Uusimaa                                                     | Helsinki                                                                   |  |
| 08:45 EET           |       | Báo cáo | Adriano 21' · Metso 30' · Haapalainen 39' · Haiko 52' · Lipsanen 73' | Sân vận động: Tali halli TN Lượng khán giả: 80 Trọng tài: Janne Suvensalmi |  |

| 28 tháng 2 năm 2015 | JFC         | v       | Viikingit/2                                                | Vantaa                                                                        |  |
| 09:30 EET           | Vierula 40' | Báo cáo | Varila 6', 89' · Ivanov 56' · Kaukomaa 83' · Veijola 90+2' | Sân vận động: Myyrmäki Stadion Lượng khán giả: 98 Trọng tài: Abdulkadir Koşar |  |

| 28 tháng 2 năm 2015 | Spartak Kajaani | v       | PS Kemi                | Kajaani                                                                         |  |
| 15:00 EET           |                 | Báo cáo | Jovović 52' · Ions 55' | Sân vận động: Kajaanin Pallohalli Lượng khán giả: 95 Trọng tài: Jarkko Kyllönen |  |

| 28 tháng 2 năm 2015 | SiPS                    | v       | JIlves | Kuopio                                                                               |  |
| 16:00 EET           | Janhonen 79' · Berg 89' | Báo cáo |        | Sân vận động: Savon Sanomat Areena Lượng khán giả: 30 Trọng tài: Tuomas Saastamoinen |  |

| 28 tháng 2 năm 2015 | Peimari United | v       | PaiHa               | Paimio                                                              |  |
| 18:00 EET           | Salmiosalo 52' | Báo cáo | Sarparanta 60', 74' | Sân vận động: Paimio KHT Lượng khán giả: 500 Trọng tài: Pasi Kallio |  |

| 28 tháng 2 năm 2015 | Nekalan Pallo | v       | TamU-K                                                          | Tampere                                                                |  |
| 18:15 EET           | Luokkala 45'  | Báo cáo | Toiva 5' · Pelkola 20' (l.n.) · Dakkaki 68', 85' · Rantanen 90' | Sân vận động: Pirkkahalli Lượng khán giả: 228 Trọng tài: Juuso Jokinen |  |

| 1 tháng 3 năm 2015 | NJS | v       | EIF                                                                  | Nurmijärvi                                                                |  |
| 15:00 EET          |     | Báo cáo | Ekström 9' · Sevón 45' · Suoraniemi 49' · Kaufmann 79' · Brotkin 85' | Sân vận động: Klaukkala 1 TN Lượng khán giả: 200 Trọng tài: Dennis Antamo |  |

| 1 tháng 3 năm 2015 | PEPO                                          | v       | FCV                 | Imatra                                                                     |  |
| 17:30 EET          | Suoraniemi 21' · Demirel 90+1' · Särkkä 90+3' | Báo cáo | Kohonen 81' (ph.đ.) | Sân vận động: Aviasport Areena Lượng khán giả: 83 Trọng tài: Niko Hänninen |  |

| 1 tháng 3 năm 2015 | OTP                       | v       | KPV/akatemia | Oulu                                                                             |  |
| 18:00 EET          | Lohi 8' · Oikarinen 90+5' | Báo cáo |              | Sân vận động: Heinäpään jalkapallohalli Lượng khán giả: 50 Trọng tài: Atte Räinä |  |

| 2 tháng 3 năm 2015 | MPS                                         | v       | NuPS        | Helsinki                                                              |  |
| 20:00 EET          | 19' (l.n.) · Je. Ketonen 55' · Putkonen 67' | Báo cáo | Räsänen 45' | Sân vận động: Kartano TN Lượng khán giả: 50 Trọng tài: Ifeoma Kulmala |  |

| 3 tháng 3 năm 2015 | PEF | v       | SexyPöxyt                                                        | Espoo                                                                  |  |
| 19:30 EET          |     | Báo cáo | Syla 41', 69' · Valakari 53' · Lumivaara 79', 84' · Uusimäki 86' | Sân vận động: Laaksolahti TN Lượng khán giả: 40 Trọng tài: Gezim Arifi |  |

| 3 tháng 3 năm 2015 | FC Futura    | v       | Atlantis FC                          | Sipoo                                                                    |  |
| 20:30 EET          | Oikkonen 31' | Báo cáo | Saarenpää 15' · Kärki 44' · Cole 78' | Sân vận động: Söderkullan TN Lượng khán giả: 88 Trọng tài: Peiman Simani |  |

| 4 tháng 3 năm 2015 | KPS        | v       | GBK                                                                                             | Kokkola                                                            |  |
| 19:00 EET          | Liedes 67' | Báo cáo | Curinga 9' · Tukeva 24' · Melarti 32', 45+1' · Hohenthal 48' · Smith 59' (ph.đ.) · Luokkala 81' | Sân vận động: Kippari Hall Lượng khán giả: 156 Trọng tài: Jani Aro |  |

| 4 tháng 3 năm 2015 | KäPa                       | v (s.h.p.) | FC Lahti Akatemia | Helsinki                                                                |  |
| 19:30 EET          | Ollila 45+1' · Mäkinen 94' | Báo cáo    | Heikhông cón 48'  | Sân vận động: Oulunkylä TN Lượng khán giả: 100 Trọng tài: Antti Munukka |  |

| 5 tháng 3 năm 2015 | FC Legirus Inter                                              | v       | RiPS | Vantaa                                                               |  |
| 20:15 EET          | Halonen 8' · Ahonen 29' · Ojeda 36' · Ocaña 60' · Kaitila 87' | Báo cáo |      | Sân vận động: Kalmuuri TN Lượng khán giả: 248 Trọng tài: Gezim Arifi |  |

| 6 tháng 3 năm 2015 | P-Iirot                    | v (s.h.p.) | FC Haka                                      | Rauma                                                                     |  |
| 18:00 EET          | Valtanen 78' · Setänen 89' | Báo cáo    | Multanen 67', 82', 119', 120+2' · Mäkelä 82' | Sân vận động: Äijänsuo stadion Lượng khán giả: 458 Trọng tài: Vesa Hätilä |  |

| 6 tháng 3 năm 2015 | Härmä | v (s.h.p.) | MuSa                                 | Hämeenlinna                                                                   |  |
| 19:30 EET          |       | Báo cáo    | Vainionpää 97', 114' · Pyyranta 107' | Sân vận động: Pulleri tekonurmi Lượng khán giả: 64 Trọng tài: Teemu Pylkkänen |  |

| 6 tháng 3 năm 2015 | FC Hieho | v       | FC Honka                                                                                               | Espoo                                                                    |  |
| 20:00 EET          |          | Báo cáo | Porokara 9', 20', 22' · Weckström 15', 30', 43' · Inutile 25', 73', 80' · Jouini 41' · Heiska 71', 77' | Sân vận động: Esport Arena Lượng khán giả: 267 Trọng tài: Juho Luukkanen |  |

| 6 tháng 3 năm 2015 | TPV                        | v       | TPS                                                 | Tampere                                             |  |
| 20:00 EET          | Korsunov 68' · Jokinen 85' | Báo cáo | Aalto 25', 79' (ph.đ.) · Tenho 28' · Hyyrynen 90+4' | Sân vận động: Pirkkahalli Trọng tài: Lassi Siukkola |  |

| 7 tháng 3 năm 2015 | FC Kontu   | v       | FC Myllypuro                                                            | Helsinki                                                                    |  |
| 10:45 EET          | Rashid 59' | Báo cáo | Konsa 17', 19' · Ndikumana 39' · Nlate 69' · Olsoni 64' · Dubinin 90+1' | Sân vận động: Tali halli TN Lượng khán giả: 81 Trọng tài: Mohammed Al-Emara |  |

| 7 tháng 3 năm 2015 | PPJ | v       | PK-35 Vantaa               | Vantaa                                                 |  |
| 15:00 EET          |     | Báo cáo | Kuqi 47', 71' · Ademaj 64' | Sân vận động: Myyrmäki Halli Trọng tài: Juuso Vuorinen |  |

| 7 tháng 3 năm 2015 | Virky        | v (s.h.p.) | MP                           | Lappeenranta                                                           |  |
| 19:00 EET          | Tanninen 84' | Báo cáo    | Iivanainen 35' · Klimov 109' | Sân vận động: Amis (jpn) Lượng khán giả: 110 Trọng tài: Jussi Vainikka |  |

| 7 tháng 3 năm 2015 | SAPA                            | v       | FC Espoo    | Helsinki                                                                   |  |
| 19:45 EET          | Rahkonen 54' · Känsäkoski 90+6' | Báo cáo | Louhisto 9' | Sân vận động: Tali halli TN Lượng khán giả: 2 Trọng tài: Mohammed Al-Emara |  |

| 8 tháng 3 năm 2015 | JanPa       | v       | Jomala IK | Hämeenlinna                                                                 |  |
| 13:00 EET          | Suhonen 35' | Báo cáo |           | Sân vận động: Pulleri tekonurmi Lượng khán giả: 54 Trọng tài: Sakari Kallio |  |

| 8 tháng 3 năm 2015 | PK-37 | v       | JJK                            | Kuopio                                                                           |  |
| 17:30 EET          |       | Báo cáo | Hilska 26', 38' · Leppänen 81' | Sân vận động: Savon Sanomat Areena Lượng khán giả: 77 Trọng tài: Sami Kekäläinen |  |

| 8 tháng 3 năm 2015 | Allianssi Vantaa | v (s.h.p.) | BK-46      | Tuusula                                                              |  |
| 19:00 EET          |                  | Báo cáo    | Brain 113' | Sân vận động: Tuusula UK TN Lượng khán giả: 82 Trọng tài: Sami Katko |  |

| 8 tháng 3 năm 2015 | Gnistan/Ogeli | v       | Töölön Taisto                                                                       | Helsinki                                                                   |  |
| 20:00 EET          | Pitkänen 8'   | Báo cáo | Lassila 21', 55' · Pesonen 38' · Pulkkinen 40' · Digha 45+1' · Kortelainen 87', 88' | Sân vận động: Tali halli TN Lượng khán giả: 125 Trọng tài: Juhani Karstila |  |

| 9 tháng 3 năm 2015 | TuPS                      | v       | JäPS | Tuusula                                                                  |  |
| 20:00 EET          | Kunttu 53' · Pitkänen 56' | Báo cáo |      | Sân vận động: Tuusula TN Lượng khán giả: 200 Trọng tài: Jari Pylvänäinen |  |

|  | JIPPO | v       | MYPA |  |
|  |       | Báo cáo |      |  |

## Vòng Bốn
| 13 tháng 3 năm 2015 | Töölön Taisto | v       | FC Haka      | Helsinki                                           |  |
| 19:00 EET           |               | Báo cáo | Multanen 62' | Sân vận động: Töölö PK 6 TN Trọng tài: Jesse Aalto |  |

| 13 tháng 3 năm 2015 | KajHa                        | v       | SiPS | Kajaani                                                                         |  |
| 19:30 EET           | Vuorenmaa 26' · Seppänen 76' | Báo cáo |      | Sân vận động: Kajaanin Pallohalli Lượng khán giả: 65 Trọng tài: Ghazi Ben Ameur |  |

| 14 tháng 3 năm 2015 | PaiHa | v       | FC Honka                                       | Paimio                                                                 |  |
| 15:00 EET           |       | Báo cáo | Porokara 2' · Jouini 62' · Puuskari 87', 90+2' | Sân vận động: Paimio KHT Lượng khán giả: 400 Trọng tài: Arton Ibrahimi |  |

| 14 tháng 3 năm 2015 | KPV                                     | v       | FF Jaro | Kokkola                                                                              |  |
| 15:00 EET           | Vaganov 27' (l.n.) · Palosaari 60', 65' | Báo cáo |         | Sân vận động: Santahaka keinonurmi 1 Lượng khán giả: 429 Trọng tài: Toni Pohjoismäki |  |

| 14 tháng 3 năm 2015 | TPS                         | v       | FC Jazz | Turku                                                                             |  |
| 16:00 EET           | Hradecký 34' · Rähmönen 90' | Báo cáo |         | Sân vận động: Urheilupuiston yläkenttä Lượng khán giả: 520 Trọng tài: Pasi Kallio |  |

| 14 tháng 3 năm 2015 | FC Myllypuro | v (s.h.p.) | PK Keski-Uusimaa | Helsinki                                              |  |
| 18:00 EET           |              | Báo cáo    | Adriano 112'     | Sân vận động: Kartano TN Trọng tài: Mohammed Al-Emara |  |

| 14 tháng 3 năm 2015                       | KäPa      | v (s.h.p.) (2–4 p)                      | PK-35 Vantaa | Helsinki                                                                 |  |
| 18:00 EET                                 | Ollila 6' | Báo cáo                                 | Seferi 89'   | Sân vận động: Oulunkylä TN Lượng khán giả: 130 Trọng tài: Oliver Reitala |  |
|                                           |           | Loạt sút luân lưu                       |              |                                                                          |  |
| Spangar · Ollila · Alavaikko · Lahikainen |           | Rasimus · Heikhông cón · Seferi · Manev |              |                                                                          |  |

| 14 tháng 3 năm 2015 | Atlantis FC   | v       | EIF                                                  | Helsinki                                                               |  |
| 20:30 EET           | Saarenpää 49' | Báo cáo | Sevón 30', 34' · Estlander 48' (ph.đ.) · Bushi 90+1' | Sân vận động: Tali halli TN Lượng khán giả: 97 Trọng tài: Topias Tuira |  |

| 15 tháng 3 năm 2015 | PEPO | v       | KuPS                                                                               | Lappeenranta                                                        |  |
| 12:00 EET           |      | Báo cáo | Sirbiladze 24', 60' · Vartiainen 56' · Nissilä 75' · Poutiainen 87' · Pennanen 90' | Sân vận động: Amis (jpn) Lượng khán giả: 329 Trọng tài: Joonas Lönn |  |

| 15 tháng 3 năm 2015 | SexyPöxyt | v       | Gnistan                | Espoo                                                                       |  |
| 15:00 EET           | Syla 74'  | Báo cáo | Rexhepi 61' · Oras 62' | Sân vận động: Laaksolahti TN Lượng khán giả: 100 Trọng tài: Hausin Fathulla |  |

| 15 tháng 3 năm 2015 | GBK         | v       | PS Kemi                                    | Kokkola                                                                         |  |
| 15:00 EET           | Melarti 56' | Báo cáo | Ions 29' · Jovović 49', 77' · Tshibasu 78' | Sân vận động: Santahaka keinonurmi Lượng khán giả: 153 Trọng tài: Tommi Wiklund |  |

| 16 tháng 3 năm 2015 | OTP | v       | AC Oulu                         | Oulu                                                                                   |  |
| 18:30 EET           |     | Báo cáo | Mäkäräinen 30' · Jokelainen 68' | Sân vận động: Heinäpään jalkapallohalli Lượng khán giả: 435 Trọng tài: Harri Siniaalto |  |

| 16 tháng 3 năm 2015 | FC Legirus Inter | v       | BK-46                            | Vantaa                                                                  |  |
| 20:00 EET           |                  | Báo cáo | Brain 17', 51' · Kibona 47', 71' | Sân vận động: Kalmuuri TN Lượng khán giả: 400 Trọng tài: Juuso Vuorinen |  |

| 17 tháng 3 năm 2015 | EsPa                                             | v       | HPS | Espoo                                                                    |  |
| 18:30 EET           | Happonen 8' · Joonatan 49' (l.n.) · Pirhonen 58' | Báo cáo |     | Sân vận động: Matinkylä 2 TN Lượng khán giả: 80 Trọng tài: Dennis Antamo |  |

| 17 tháng 3 năm 2015                                 | MP                            | v (s.h.p.) (4–2 p)                         | KTP                                 | Mikkeli                                                                 |  |
| 18:30 EET                                           | Voutilainen 91' · Klimov 112' | Báo cáo                                    | van Gelderen 107' · Kaivonurmi 109' | Sân vận động: Urpola (jpn) Lượng khán giả: 207 Trọng tài: Niko Hänninen |  |
|                                                     |                               | Loạt sút luân lưu                          |                                     |                                                                         |  |
| Iivanainen · Klimov · Popovitch · Hanley · Haikonen |                               | Gruborovics · Äijälä · Kaivonurmi · McFaul |                                     |                                                                         |  |

| 18 tháng 3 năm 2015                                                                        | TuPS                          | v (s.h.p.) (6–7 p)                                                                       | Viikingit/2                | Tuusula                                                                   |  |
| 20:30 EET                                                                                  | Pitkänen 88' · J. Tiira 90+4' | Báo cáo                                                                                  | Wikström 25' · Kurittu 71' | Sân vận động: Tuusula UK TN Lượng khán giả: 100 Trọng tài: Juho Luukkanen |  |
|                                                                                            |                               | Loạt sút luân lưu                                                                        |                            |                                                                           |  |
| M. Tiira · Honkanen · J. Tiira · Lehtonen · Närhi · Ravi · Pitkänen · Vuollet · Ketolainen |                               | Bouroussi · Wikström · Ahola · Varila · Kaukomaa · Maunu · Veijola · Zogejani · Kuusisto |                            |                                                                           |  |

| 19 tháng 3 năm 2015 | TamU-K | v       | IFK Mariehamn                                                                                                  | Tampere                                                                      |  |
| 19:00 EET           |        | Báo cáo | Span 4' · Lyyski 6' · Forsell 19', 74', 80' · Assis 21' · Ibrahim 42' · Kojola 69', 87' · Orgill 79', 88', 90' | Sân vận động: Pirkkahalli C Lượng khán giả: 352 Trọng tài: Oskari Hämäläinen |  |

| 20 tháng 3 năm 2015 | SAPA | v       | MuSa           | Helsinki                                                                   |  |
| 20:00 EET           |      | Báo cáo | Vainionpää 71' | Sân vận động: Töölö PK 6 TN Lượng khán giả: 78 Trọng tài: Santeri Nieminen |  |

| 21 tháng 3 năm 2015 | JIPPO | v       | JJK                                     | Joensuu                                                                                |  |
| 15:00 EET           |       | Báo cáo | Manninen 58' · Kari 73' · Lähitie 90+2' | Sân vận động: Koillispuiston tekonurmi Lượng khán giả: 152 Trọng tài: Ville Nevalainen |  |

| 22 tháng 3 năm 2015 | JanPa | v       | MPS                                                                           | Hämeenlinna                                                                      |  |
| 17:30 EET           |       | Báo cáo | Hannula 36' · Hampaala 38' · Je. Ketonen 48' · Putkonen 58' · Jo. Ketonen 64' | Sân vận động: Pulleri tekonurmi Lượng khán giả: 78 Trọng tài: Veli-Matti Kanerva |  |

## Vòng Năm
| 27 tháng 3 năm 2015 | Viikingit/2 | v       | PK-35 Vantaa                                                                    | Helsinki                                          |  |
| 18:00 EET           | Veijola 4'  | Báo cáo | Rasimus 10' · P. Couñago 33', 67' · Y. Couñago 48' · Seferi 70' · Kuqi 87', 89' | Sân vận động: Kartano TN Trọng tài: Jari Järvinen |  |

| 28 tháng 3 năm 2015     | MuSa           | v (s.h.p.) (3–0 p)              | EIF              | Pori                                                                              |  |
| 13:15 EET               | Vainionpää 90' | Báo cáo                         | Suoraniemi 45+2' | Sân vận động: Pori Urheilukeskus TN Lượng khán giả: 159 Trọng tài: Janko Grönholm |  |
|                         |                | Loạt sút luân lưu               |                  |                                                                                   |  |
| Junnila · Salo · Vallin |                | Kaufmann · Suoraniemi · Ekström |                  |                                                                                   |  |

| 28 tháng 3 năm 2015 | MPS | v       | FC Lahti              | Helsinki                                                                   |  |
| 16:00 EET           |     | Báo cáo | Hauhia 18' · Gela 31' | Sân vận động: Pihlajamäki TN Lượng khán giả: 415 Trọng tài: Oliver Reitala |  |

| 28 tháng 3 năm 2015 | KajHa | v       | KPV                                               | Kajaani                                                                          |  |
| 16:00 EET           |       | Báo cáo | Heiermann 18' · Huuhka 25', 44' · Myntti 39', 67' | Sân vận động: Kajaanin Pallohalli Lượng khán giả: 100 Trọng tài: Sami Kekäläinen |  |

| 29 tháng 3 năm 2015 | MP           | v (s.h.p.) | PK Keski-Uusimaa         | Mikkeli                                              |  |
| 14:30 EET           | Lankinen 34' | Báo cáo    | Haiko 25' · Adriano 105' | Sân vận động: Urpola (jpn) Trọng tài: Jussi Vainikka |  |

| 29 tháng 3 năm 2015 | EsPa | v       | IFK Mariehamn                           | Espoo                                                                  |  |
| 15:00 EET           |      | Báo cáo | Orgill 33', 37', 60', 78' · Ekhalie 63' | Sân vận động: Matinkylä 2 TN Lượng khán giả: 286 Trọng tài: Mikko Mörö |  |

| 1 tháng 4 năm 2015 | JJK | v       | PS Kemi       | Jyväskylä                                                               |  |
| 18:00 EET          |     | Báo cáo | Bitsindou 83' | Sân vận động: Vehkalampi 2 Lượng khán giả: 286 Trọng tài: Kalle Mäkinen |  |

| 1 tháng 4 năm 2015 | IF Gnistan  | v       | BK-46                       | Helsinki                                                                |  |
| 19:30 EET          | Vuorela 57' | Báo cáo | Kibona 27' · Jean Carlo 42' | Sân vận động: Oulunkylä TN Lượng khán giả: 164 Trọng tài: Antti Munukka |  |

| 2 tháng 4 năm 2015 | TPS         | v       | FC Inter                   | Turku                                                                                  |  |
| 17:00 EET          | Peltola 30' | Báo cáo | Hambo 19', 61' · Ojala 80' | Sân vận động: Urheilupuiston yläkenttä Lượng khán giả: 1,069 Trọng tài: Petri Viljanen |  |

| 2 tháng 4 năm 2015 | FC Haka                        | v       | FC Honka                      | Valkeakoski                                                                   |  |
| 17:00 EET          | Mäkelä 20', 55' · Liikonen 59' | Báo cáo | Weckström 37', 45+13' (ph.đ.) | Sân vận động: Tehtaan kenttä Lượng khán giả: 750 Trọng tài: Oskari Hämäläinen |  |

| 2 tháng 4 năm 2015 | AC Oulu                     | v       | VPS        | Oulu                                                                      |  |
| 17:00 EET          | Heikkilä 69' · Stafsula 76' | Báo cáo | Mäkelä 11' | Sân vận động: Arina Arena Lượng khán giả: 522 Trọng tài: Ville Nevalainen |  |

| 4 tháng 4 năm 2015 | SJK       | v       | KuPS                              | Seinäjoki                                                                  |  |
| 15:00 EET          | Brown 45' | Báo cáo | Pennanen 17' (ph.đ.) · Hakola 64' | Sân vận động: Jouppilanvuori Lượng khán giả: 499 Trọng tài: Jani Laaksonen |  |

## Vòng Sáu
| 15 tháng 4 năm 2015 | KuPS                          | v       | FC Lahti     | Kuopio                                                                            |  |
| 18:30 EET           | Savolainen 49' · Pennanen 75' | Báo cáo | Rafael 90+1' | Sân vận động: Savon Sanomat Areena Lượng khán giả: 1,133 Trọng tài: Jari Järvinen |  |

| 15 tháng 4 năm 2015 | PK-35 Vantaa | v (s.h.p.) | HJK                    | Vantaa                                                                         |  |
| 18:30 EET           | Manev 83'    | Báo cáo    | Lod 66' · Havenaar 97' | Sân vận động: Myyrmäki Stadion Lượng khán giả: 1,772 Trọng tài: Petri Viljanen |  |

| 16 tháng 4 năm 2015 | FC Ilves | v       | IFK Mariehamn         | Valkeakoski                                                               |  |
| 16:00 EET           |          | Báo cáo | Span 16' · Orgill 90' | Sân vận động: Tehtaan kenttä Lượng khán giả: 339 Trọng tài: Antti Munukka |  |

| 16 tháng 4 năm 2015 | KPV | v (s.h.p.) | HIFK                          | Kokkola                                                                            |  |
| 18:00 EET           |     | Báo cáo    | Terävä 115' · Korhonen 120+2' | Sân vận động: Santahaka keinonurmi Lượng khán giả: 570 Trọng tài: Ville Nevalainen |  |

| 16 tháng 4 năm 2015                                         | AC Oulu                                              | v (s.h.p.) (4–3 p)                           | PS Kemi                     | Oulu                                                                   |  |
| 18:30 EET                                                   | Stafsula 13' · Tahvanainen 33' · tháng Bazuoli 90+4' | Báo cáo                                      | Ions 21', 66' · Jovović 52' | Sân vận động: Arina Arena Lượng khán giả: 600 Trọng tài: Kalle Mäkinen |  |
|                                                             |                                                      | Loạt sút luân lưu                            |                             |                                                                        |  |
| Vandell · Hietanen · Heikkilä · Gerster-Peipinen · Stafsula |                                                      | Jovović · Saarinen · Ions · Moilanen · Djaló |                             |                                                                        |  |

| 16 tháng 4 năm 2015 | FC Inter                                                            | v       | RoPS                            | Turku                                                                     |  |
| 18:30 EET           | Onovo 15', 19', 45+1', 71' · Matoukou 81' · Duah 85' · Belica 90+1' | Báo cáo | Yaghoubi 45+1' · Kokko 72', 76' | Sân vận động: Veritas Stadion Lượng khán giả: 683 Trọng tài: Petteri Kari |  |

| 16 tháng 4 năm 2015                                              | FC Haka                      | v (s.h.p.) (4–3 p)                                      | MuSa                         | Valkeakoski                                                                |  |
| 19:00 EET                                                        | Multanen 10' · Sanevuori 42' | Báo cáo                                                 | Vainionpää 88' · Tuuri 90+1' | Sân vận động: Tehtaan kenttä Lượng khán giả: 563 Trọng tài: Lassi Siukkola |  |
|                                                                  |                              | Loạt sút luân lưu                                       |                              |                                                                            |  |
| Multanen · Mäkelä · Sanevuori · Popovitch · Pirttijoki · Mäenpää |                              | Salo · Toivonen · Tuuri · Kivimäki · Vainionpää · Jylli |                              |                                                                            |  |

| 16 tháng 4 năm 2015 | PK Keski-Uusimaa                                           | v (s.h.p.) | BK-46      | Kerava                                                                |  |
| 20:00 EET           | Haapalainen 80' · Schwalenstöcker 99', 104' · Haiko 105+2' | Báo cáo    | 33' (l.n.) | Sân vận động: Kalevan UP TN Lượng khán giả: 452 Trọng tài: Mikko Mörö |  |

## Tứ kết
| 26 tháng 4 năm 2015 | KuPS                                            | v       | PK Keski-Uusimaa | Kuopio                                                                               |  |
| 16:00 EET           | Sirbiladze 18', 21', 58' · Pennanen 42' (ph.đ.) | Báo cáo |                  | Sân vận động: Savon Sanomat Areena Lượng khán giả: 1,023 Trọng tài: Ville Nevalainen |  |

| 26 tháng 4 năm 2015 | FC Haka        | v       | HJK                            | Valkeakoski                                                                  |  |
| 16:00 EET           | Lähdesmäki 49' | Báo cáo | Savage 18', 52' · Tanaka 90+1' | Sân vận động: Tehtaan kenttä Lượng khán giả: 1,102 Trọng tài: Janko Grönholm |  |

| 26 tháng 4 năm 2015 | HIFK | v       | FC Inter       | Helsinki                                                                 |  |
| 16:00 EET           |      | Báo cáo | Hambo 43', 84' | Sân vận động: Töölö Stadion Lượng khán giả: 616 Trọng tài: Dennis Antamo |  |

| 26 tháng 4 năm 2015 | IFK Mariehamn                             | v       | AC Oulu         | Mariehamn                                                                            |  |
| 16:00 EET           | Orgill 45', 64' · Lyyski 76' · Span 90+1' | Báo cáo | Tahvanainen 20' | Sân vận động: Wiklöf Holding Arena Lượng khán giả: 786 Trọng tài: Mattias Gestranius |  |

## Bán kết
| 15 tháng 8 năm 2015 | IFK Mariehamn                                             | v       | HJK        | Mariehamn                                                                          |  |
| 15:00               | Assis 3', 67' · Orgill 33' · Tammilehto 50' · Forsell 52' | Báo cáo | Tanaka 47' | Sân vận động: Wiklöf Holding Arena Lượng khán giả: 1,114 Trọng tài: Janko Grönholm |  |

| 15 tháng 8 năm 2015                         | FC Inter      | v (3–2 p)                                               | KuPS      | Turku                                                                        |  |
| 15:00                                       | Gnabouyou 55' | Báo cáo                                                 | Bowen 34' | Sân vận động: Veritas Stadion Lượng khán giả: 1,069 Trọng tài: Jari Järvinen |  |
|                                             |               | Loạt sút luân lưu                                       |           |                                                                              |  |
| Aho · Gnabouyou · Belica · Lehtonen · Onovo |               | Poutiainen · Bowen · tháng Bakić · Rannankari · Nissilä |           |                                                                              |  |

## Chung kết
| 26 tháng 9 năm 2015 | FC Inter      | v       | IFK Mariehamn  | Valkeakoski                                                                 |  |
| 14:45               | Gnabouyou 88' | Báo cáo | Assis 45', 59' | Sân vận động: Tehtaan kenttä Lượng khán giả: 3,017 Trọng tài: Dennis Antamo |  |